# Армійська група «Ланц»
Армійська група «Ланц» (нім. Armee-Abteilung Lanz) — армійська група, оперативне угруповання Вермахту на Східному фронті за часів Другої світової війни. 21 лютого 1943 переформована на армійську групу «Кемпф».

## Райони бойових дій
- Східний фронт (південний напрямок) (28 січня — 21 лютого 1943)

## Командування

### Командувачі
- генерал гірсько-піхотних військ Г.Ланц (нім. Hubert Lanz) (28 січня — 21 лютого 1943);

## Бойовий склад армійської групи «Ланц»
- 24-й танковий корпус (XXIV. Panzerkorps);
- 30-та піхотна дивізія (30. Infanterie-Division);
- 298-ма піхотна дивізія (298. Infanterie-Division);
- 382-га навчально-польова дивізія (382. Feldausbildungs-Division);
- 385-та піхотна дивізія (385. Infanterie-Division);
- 387-ма піхотна дивізія (387. Infanterie-Division).